# بيروسكا سامورانسكي
بيروسكا سامورانسكي (بالمجرية: Szamoránsky Piroska) مواليد 9 يوليو 1986 في المجر، هي لاعبة كرة يد مجرية. مثلت منتخب المجر لكرة اليد للسيدات. شاركت في دورة الألعاب الأولمبية الصيفية سنة 2008. حققت المركز الثالث في بطولة أوروبا لكرة اليد للسيدات 2012.

## سجل المنافسة
شاركت في البطولات التالية:
- بطولة العالم لكرة اليد للسيدات 2007
- بطولة العالم لكرة اليد للسيدات 2013
- بطولة العالم لكرة اليد للسيدات 2015
- بطولة أوروبا لكرة اليد للسيدات 2006
- بطولة أوروبا لكرة اليد للسيدات 2008
- بطولة أوروبا لكرة اليد للسيدات 2010
- بطولة أوروبا لكرة اليد للسيدات 2012
- بطولة أوروبا لكرة اليد للسيدات 2014

## الميداليات
| الميدالية | المسابقة                            |
| --------- | ----------------------------------- |
| برونزية   | بطولة أوروبا لكرة اليد للسيدات 2012 |

## روابط خارجية
- بيروسكا سامورانسكي على موقع أوليمبيديا (الإنجليزية)